# いつかA列車に乗って
『いつかA列車に乗って』（いつかえーとれいんにのって）は、2003年公開の日本のドラマ映画。

## 概要
1955年に公開された内田吐夢監督の『たそがれ酒場』のリメイク作品で、時代は現代に置き換えている。
テレサ・テン等の楽曲の作詞を手がけた作詞家荒木とよひさの初監督作品でもある。
2004年の第13回日本映画批評家大賞の監督賞と主演男優賞に本作の荒木とよひさと津川雅彦がそれぞれ受賞した。
江藤欽也を演じた渡辺匡とは、本作で音楽監修ならびにテーマ曲の作曲を担当し、監督とテレサ・テンの数多くのヒット曲でコンビを組んだ、作曲家三木たかしの本名である。
キャッチコピーは、『人生は，忘れものをさがす旅』

## キャスト
- 梅田茂一郎：津川雅彦
- 丸山健一：加藤大治郎
- アンナ：真矢みき
- 野口ユキ：栗山千明
- 中小路一夫：峰岸徹 ※監督と同じ日本大学大学芸術学部出身だが、中退している。
- 志賀：愛川欽也
- 江藤欽也：渡辺匡※概要欄参照
- 平松：小林桂樹
- 知恵：真由子
- 小倉：小倉一郎
- 波島：保積ぺぺ
- 岐部：春田純一
- 洋子：神野美伽
- 山口：石田太郎
- ベティ：ベティ
- 谷口：中村育二
- 鱒見：俊藤光利

## スタッフ
- 監督：荒木とよひさ
- 製作：鍋島壽夫
- 脚本：灘千造（『たそがれ酒場』）
- プロデューサー：貝原正行/柴田耕二
- 編集：大畑英亮
- 撮影：岡雅一
- 音楽：デニスアンドマミ
- 音楽監修：三木たかし※本名:渡辺匡で、本作で最初で最後の映画出演を果たした。最初は固辞したが、旧知の監督との関係で断りきれずに出演し、結果本作品が映画としての遺作となった。
- 企画協力：アマドミオ
- 製作協力：創映新社
- 協力：東映東京撮影所
- 特別協賛：第一興商
- 配給：シネマクロッキオ
- 製作：「いつかA列車に乗って」製作委員会